# Kościół Błogosławionej Poznańskiej Piątki w Poznaniu
Kościół Błogosławionej Poznańskiej Piątki w Poznaniu – rzymskokatolicki kościół parafialny w trakcie budowy, usytuowany na obszarze SIM Dębiec w Poznaniu, na terenie osiedla administracyjnego Zielony Dębiec.

## Historia
13 czerwca 2014 roku arcybiskup Stanisław Gądecki poświęcił plac, na którym budowany jest kościół. 24 sierpnia 2016 roku arcybiskup Gądecki wmurował kamień węgielny, który tworzy jedna z cegieł, którymi zamurowano Drzwi Święte w bazylice watykańskiej na zakończenie Wielkiego Jubileuszu Chrześcijaństwa Roku 2000. Na cegle będącej kamieniem węgielnym widnieje herb papieski i napis: Anno Maximi Iubilaei MM-MMI (Rok Wielkiego Jubileuszu 2000–2001). Kamień węgielny został przekazany arcybiskupowi Gądeckiemu przez jałmużnika papieskiego, arcybiskupa Konrada Krajewskiego.
Projekt budowanego kościoła jest dziełem architekta Borysa Siewczyńskiego.